# 埃斯特万·埃切维里亚
何塞·埃斯特万·安东尼奥·埃切维里亚（西班牙語：José Esteban Antonio Echeverría，1805年9月2日—1851年1月19日），阿根廷小说家、诗人、革命者，拉丁美洲浪漫主义文学的先驱之一。早年赴法留学，后返回阿根廷从事文学创作及反抗高地酋罗萨斯的统治，并因此被迫流亡乌拉圭直到逝世，其代表作为长诗《女俘》及短篇小说《屠场》，反映了阿根廷社会中野蛮与文明残酷冲突的现实。

## 生平
何塞·埃斯特班·安東尼奧·埃切維里亞於1805年出生於西班牙帝国拉普拉塔总督辖区布宜诺斯艾利斯埃爾阿爾托（今聖特爾莫）街區，当时正值西班牙美洲獨立戰爭期间，他先在布宜諾斯艾利斯革命委員會開辦的一所學校學習。1825年，埃切维里亚前往法国巴黎留学，在索邦大學就读，並接受過私人教師的指導。在留学期间，他受到了浪漫主义运动，以及夏尔·傅立叶、圣西门等人的空想社会主义的影响，1830年，他回到阿根廷后，开始投身文学创作，成为了浪漫主义文学的倡导者。剛從巴黎返國的他，便憑藉诗歌《返回》（Regreso）和《五月庆典》（Celebración de Mayo）獲得了批評家佩德羅·德·安吉利斯的讚揚。
1837年起，埃切维里亚與多明戈·福斯蒂诺·萨米恩托、胡安·包蒂斯塔·阿爾韋迪等青年作家组建了文学沙龙“1837年一代”，這些作家鼓動社會變革，批判布宜诺斯艾利斯省独裁者胡安·曼努埃尔·德·罗萨斯的统治，倡導國家採取單一制、建立社會精英為核心的憲政體制、推動自由貿易、言論自由、發展國民教育:7-9。沙龙被查封后，埃切维里亚和年轻的阿根廷知识分子于1838年组成了“五月协会”（Asociación de Mayo），主张继承五月革命的精神，继续批判罗萨斯的统治。
五月协会透过文学作品传播社会主义思想，受到一些作家的响应，但也引发了罗萨斯当局的不满及镇压。埃切维里亚被迫於1840年抛弃女儿瑪蒂娜，逃亡到乌拉圭蒙特維多，与此同时，他发表了短篇小说《屠场》。1851年，贫病交迫的埃切维里亚在蒙特維多去世，葬于当地的布塞歐公墓。今日布宜诺斯艾利斯省的埃切维里亚区即以他的名字命名，布市还有以他命名的学校。

## 作品
19世紀初期的阿根廷文壇深受古典主義之影響，但埃斯特万·埃切维里亚等人则反对因襲西班牙文學傳統，主张走出传统，创造生動、活躍而感動人心的作品，从而带动了浪漫主义潮流在阿根廷兴起。
埃切维里亚长于诗歌與小说创作，他著有《埃尔维拉》（Elvira o la novia del Plata）、《慰安集》（Himno del dolor）、《诗韵集》（Rimas）等诗歌集和短篇小说《屠场》，其中的代表作为长诗《女俘》及短篇小说《屠场》。《女俘》收录于《诗韵集》中，讲述了白人夫妇布里恩和瑪麗亞被印第安人俘虜，随即展开了艱辛的逃亡之旅，但在返回城市的路上死去的悲剧，该诗歌以使用題句见长，潘帕斯草原的浩瀚、以及瑪麗亞的勇敢亦见诸其中，具有典型的浪漫主义色彩。《屠场》发表于1837年，并于1871年出版，其借屠场宰杀牲口的情景，暗諷了羅薩斯壓迫統治下的阿根廷社會，小说的主题“屠场”便是象征戕害年輕知識分子的罗萨斯政权。小說使用风俗主义手法写作，寓意深刻，在拉丁美洲文學史上占有重要的地位，也是该国文學本土化的里程碑，学者方瑛亦将其與萨米恩托的《法昆多》、何塞·马莫尔的《阿玛莉亚》合称为拉丁美洲浪漫主义文学三大杰作，但《屠场》并没有在埃切维里亚生前对外出版，成为其一大憾事。